# أليكساندرو كومان
أليكساندرو كومان (بالرومانية: Alexandru Coman)‏ هو لاعب كرة قدم روماني، ولد في 16 أكتوبر 1991 في بوخارست في رومانيا. شارك مع منتخب رومانيا تحت 21 سنة لكرة القدم. أما مع النوادي، فقد لعب مع جامعة كلوج ورابيد بوخارست ونادي بترولول بلويشتي ونادي براشوف.

## وصلات خارجية
- أليكساندرو كومان على موقع قاعدة بيانات كرة القدم.إي يو (الإنجليزية)
- أليكساندرو كومان على موقع Soccerway.com (الإنجليزية)